# Манро, Томас (эстетик)
Томас Манро (англ. Thomas Munro; 1897, Омаха, Небраска, США — 14 апреля 1974 Сарасота, Флорида, США) — американский эстетик, представитель неопозитивизма, профессор истории искусства в Университете Кейс Вестерн Резерв. Служил в качестве куратора образования в Кливлендском музее искусств с 1931 по 1967.
Получил степень бакалавра в Амхерстском колледже (1916) и степень магистра в Колумбийском университете. Манро служил в качестве сержанта в психологической службе медицинского корпуса армии, прежде чем вернулся в Колумбию (Южная Каролина) для получения степени доктора философии.

## Достижения
- Приглашённый профессор современного искусства в университете Пенсильвании (1924—1927);
- Член философского факультета в университете Рутгерса (1928—1931);
- Основатель американского общества эстетики в 1942;
- Редактор Journal of Aesthetics and Art Criticism (1945—1964).

## Эстетические взгляды Томаса Манро
Научный метод Манро построен на методе анализа эстетических форм и психологии процесса восприятия.
Томас Манро опирается в своих теориях на социологию Спенсера. Исследователь полагает, что искусству присущи те же эволюционные тенденции, какие присущи растительному и животному миру. Понятие опыта Д. Дьюи также относится к методологическим основам исследований Томаса Манро в области искусства. Решающим критерием оценки художественного произведения признается его форма.
Томас Манро обосновывал идею о равноправии всех течений и направлений в эстетике и искусстве, а также считал, что натуралистическая эстетика должна вбирать в себя различные материалистические и идеалистические концепции. Натурализм противоположен формам трансцендентализма и супернатурализма.
Томас Манро пытался решить проблемы эстетического воспитания вне социальных отношений в работе «Художественное воспитание. Его философия и психология» (1956).
Искусство понимается Манро как мастерство в стимулировании эстетического опыта, который является одной из форм повседневного опыта. Неотделимость эстетического от практического исходит из философии Дьюи об идеи неразрывности искусства с жизнью. Определение искусства как мастерства в стимулировании эстетического опыта имплицитно содержит и возможность воздействия на человека. Томас Манро интерпретирует искусство как «психосоциальную технику», применительную не только по отношению к отдельной личности, но также и определенной группе, социуму. Искусство может использоваться как средство контроля в постижении благоприятного опыта — гуманистических ценностей.
Для Томаса Манро искусство не ограничивается классическими видами (литература, живопись, музыка, театр и т.д), философ относит к нему также косметику, кулинарию, виноделие, гастрономию, животноводство, пластическую хирургию.
Большое внимание в своих исследованиях Манро уделяет социальному воздействию искусства. Искусство укрепляет общественные связи, выступая средством коммуникации между людьми. Развитие искусства — замкнутный, самостоятельный процесс, который не связан с прогрессом общества.
Современная художественная реальность интерпретируется философом как стремление художественного творчества сохранить связь с практической деятельностью. Искусство является подвижной сферой, находящееся в процессе внутренних изменений, а также изменений относительно других областей культуры.
Натуралистическая эстетика обосновывается в таких работах Манро, как « Научный метод в эстетике» («Scientific method in aesthetics», 1928), «К превращению эстетики в науку» («Toward science in aesthetics», 1956). Томас Манро критикует философский подход к искусству, который сводится к абстрактным рассуждениям о понятии красоты. Эстетика должна ограничиваться только фактами.
В рамках эстетической теории философом было также разработано и изучено понятие стиля как социокультурного феномена. Стиль трактуется как общекультурное движение, охватывающее сферы художественного и нехудожественного. Он характеризуется категориями социума, пространства и времени. Таким образом, согласно теории Манро, стиль является ядром моделей поведения и жизнедеятельности. Он образуется из таких аспектов, как образ жизни, манеры поведения как общественной группы, так и отдельного человека.
Эстетические воззрения Томаса Манро повлияли на такого отечественного представителя философии искусства, как М. С. Каган. Эстетическая теория Томаса Манро актуальна и в настоящее время, так как она направлена на изучение динамического развития общества и культуры. Эстетический опыт является основной категорией эстетики Манро.

## Труды (на языке оригинала)
- (1928) The Scientific Method in Aesthetics.
- (1941) Knowledge and Control in the Field of Aesthetics // Journal of Aesthetics and Art Criticism Vol. 1, No. 1
- (1949) The Arts and Their Interrelations
- Art Education: Its Philosophy and Psychology: Selected Essays. New York: Liberal Arts Press. 1956. OCLC 332730 — via Internet Archive. (fulltext)
- (1963) Evolution in the Arts, and Other Theories of Culture History
- (1960) The Creative Arts in American Education: The Interrelation of the Arts in Secondary Education. Harvard University Press
- (1965) Oriental Aesthetics
- (1969) Art and Violence // Journal of Aesthetics and Art Criticism